# بطولة تحدي الفورمولا 2000 موسم 2014-2015
بطولة تحدي الفورمولا 2000 موسم 2014-2015 هي البطولة الثالثة على التوالي لبطولة تحدي الفورمولا 2000. بدأت البطولة في 17 أكتوبر 2014 في حلبة لوسيل الدولية بقطر وانتهت في 25 يناير 2015 في حلبة مدراس لسباق السيارات بالهند. السلسلة تتكون من 12 سباق موزع على 3 جلسات.
مع أربعة انتصارات وهما اثنان في لوسيل واثنان في مدراس توج توبي سويري بطلا للموسم. أنهى سويري الموسم بفارق 47 نقطة عن أقرب منافسيه ريان كولين الذي كان الفائز بالسباق ثلاث مرات. ذهب المركز الثالث في البطولة للسائق راج بهاراث الذي الفائز في سباق لوسيل. أنهى الموسم بفارق 26 نقطة عن كولين. فاز أربعة سائقين آخرين بسباقات خلال الموسم. فاز تارون ريدي بسباق لوسيل وستروان مور وماتياس لاودا فازا بسباق في البحرين وأوسكار كينغ فاز بالسباق النهائي هذا الموسم في مدراس.